# ジェリー (トムとジェリー)
ジェラルド・ジンクス・"ジェリー"・マウス（Gerald Jinx "Jerry" Mouse）またはジェロム・A・マウス（Jerome A Mouse）は、『トムとジェリー』に登場する架空のネズミのキャラクター。

## 概要
ドタバタコンビ「トムとジェリー」の一方。捕まえようと追いかけて来るトムの攻撃をひらりとかわしてしまう。
トムが飼われている家の壁穴に棲み着く茶色のイエネズミ（ハツカネズミ）。通称は"Jerry Mouse"（ジェリー・マウス）。ハンナ＝バーベラ期第1作目『上には上がある』では「ジンクス」、『ワルツの王様』では「ヨハン」という名だった。体の色は茶色。親族としては甥のタフィー（ニブルス）や従兄のマッスル、マーリン、数人の伯父など、トムと比べて多く存在する。また、トム同様に姉妹がいる。
作中で登場する他の動物が人語を話す場合があるのに対し、ジェリーはトム同様に人語をめったにしゃべらないキャラクターとして設定されているが、日本語版では同じく文章をセリフとしてしゃべる場合があり、一人称は「僕」。特にTBS版、堀絢子吹替担当分のソフト版では翻訳を目的としない身振り手振りや表情に合わせた独自の台詞が多い。また、一部のパブリックドメイン版DVDでは声に加工が施してある。

## キャラクター
トムのライバルにして親友。トムとの追いかけっこは、大抵ジェリーの勝利で終わる場合が多い。時に負けるもしくはしっぺ返しを受けたこともあるが直接的な被害を受けることはあまりなく、話の中には引き分けや共闘もある。
トムとの喧嘩や追いかけっこでは圧倒的な勝率を誇り、トムの攻撃を完封することもしばしばあるが、序盤または中盤では劣勢なものの、その優れた頭脳を駆使してトムの仕掛ける攻撃を逆手に取って反撃をし、後半に巻き返す作品が大半である。ジェリーが敗北する作品は20本ほどである

### 外見
体色は茶色。口周りと腹部は周囲より若干色が薄い。大きく丸い耳と細い茶色の尻尾を持つ。トムと比べ眉は細いがまつ毛が長く、故に時々視聴者から性別を間違えられる。目の色は白で、瞳は黒。

### 体質
体力面では、サイズゆえかトムに比べると息が切れやすいが、小回りが利き素早い。トムよりも脚が遅いと思われる描写も時々ある。
通常時のパワーはトムに劣るが、時として体に似合わぬ怪力を見せつけることがあり、部屋の隅に追いつめられると「窮鼠猫を噛む」よろしく猛反撃に出てトムを叩きのめすこともある。また、タフィーをトムがいじめたときなど、激怒した時には脅威的な力を発揮することもあり、トムが震え上がるほど。
空手や柔道などの格闘技の素養もある。両利き。剣術の腕前はトムと互角だが、タフィーが加わることにより（加勢というよりはジェリーの邪魔ばかりしているが）結果的にトムに勝ってしまう。
机の脚や壁の端から、片足だけを出してトム他を転ばせる技もある。トム同様に空間をねじ曲げたようなアニメ的演出の技で巧みにトムを翻弄する。
トム同様に「重い物に押し潰される」「高い場所から落ちる」またはトムのいたずらで散々な目に遭っても（過去何度か死んだことのあるトムとは異なり）本当に死なない不死身のネズミである。不死身振りが発揮されるのは、ジェリーの一族に共通しており、後述のようにタフィーも同様にトムの腹から脱出している事がある。しかしトムによって冬の屋外に放り出された時は、低体温症で氷菓のようになり凍死しかけことがあるが、トムに救出されたことで事無きを得た。

### 性格
トムに虐められているように見えるが本人も大のイタズラ好きであり、トムに対して（回によっては何もしていないのに）容赦ないイタズラを仕掛けて妨害したり困らせることが多く、わざわざ危険を冒してまで彼を怒らせているときもしばしば。ややちゃっかりしたところがあり、トムが単独で美味しい思いをしていると、便乗するためにやってくることも多くそれで彼の怒りを買うパターンもある。トムが演奏会に出たり、大金を手に入れたりするとありとあらゆる方法で邪魔をし（時に同じ土俵の上で戦い、実力で負かしたりして）、同様に悲惨な目に遭わせている。
時に理不尽にトムを悲惨な目に遭わせる無邪気なイタズラ者だが、泥酔したトムがお手伝いさんをからかったり無理矢理起こそうとする際には力づくで止める、失恋し自殺を図ろうとするトムに寄り添うなど、喧嘩の範疇を超えた領域では良心を垣間見せることがある。
ジェリーに対するトムがそうであるように、実はトムがいないと非常に寂しがるセンチメンタルな面も持ち合わせている（そもそも追いかけっこ自体、彼の方から無理にでも仕掛けている時がある）。このため、トムが家から追い出されると彼が家に戻れるように画策する、トムが自分ではなく雌猫を追うようになると、恋路を妨害することもある。ただし、初期は彼が家から逃げていく際、喜んで手を振ったり、死んだとわかった際もそれほど悲しまなかったことがあった。田舎暮らしに飽きて一度都会に出たことがあったが、都会の喧噪に嫌気がさして一晩で戻ってきてしまったことがあり、その際一度別れを告げたトムにキスをしていた。
トムと同様、彼と利害関係が一致した際には休戦し共闘を持ちかけることがある。共同作戦を練るのは専らジェリーの役目で、持ち前の聡明な頭脳と天才的なひらめきで体力派のトムと共に巧みな連携プレーを披露する。
ネズミ以外の小動物とは、サイズゆえかすぐに仲良くなれる上、スパイクをはじめとする猛犬、ライオンやゾウのような巨大な生き物にも懐かれることが多い。前者はトムに襲われているところを助けて共闘し、後者は窮地を助けて恩返しに来てくれるパターンが多い。ジェリー自身も世話好きかつお人好しな側面を持つため、助けを求められればどんな動物でもトムなどの外敵から守るべく行動に移す。特にタフィーや孵りたてのアヒルなど自分より幼い者には面倒見の良さがより強調され、聞き分けがなければ厳しく注意し、危害が及べば危険を省みず助けに飛び込むなど正義感の強さが色濃く表れる。総じて人間やネコなど自分に敵対心を持つ生き物以外に対しては親切に接することが多く好かれる傾向にある。
トムが雌猫に一目惚れして恋するように、ジェリー自身も可愛らしい雌ネズミに一目惚れして恋に落ちることがあるが、話によってはトムが一目惚れした雌猫と恋仲になる場合もある。また、『カワイコ金魚ちゃん』では雌の金魚、『ジェリーと子猫』では可愛らしい子猫に一目惚れし、双方がトムに狙われた時は身を呈して金魚や子猫を守ろうとする凛々しい一面を見せる。
チーズが大好物で、偏食はせず肉、魚、青果から菓子・パンの類まで何でも平らげるが、タマネギは嫌いらしい。トムの好物でもあるミルクへ異常に執着する作品もある。
『赤ちゃんはいいな』ではトムをからかう際に、『トムとジェリー テイルズ』ではトムの作戦において女装を披露している。

### 特技
トムと同じく多芸多才で、芸術面・体力面などで才能を発揮する。また、ダンスの腕も一流である。特にコンサートの舞台で本来の主役であるはずのトムから観衆の注目を掻っ攫い自分だけがスポットライトを浴びるなど、音楽の才能は持ち前のちゃっかりした気質とも結び付いている。またトムと異なり、水泳もかなり得意である。
文筆の才能に秀で、常日頃から日記をつけている他、自ら手掛けた小説が世界中で大ヒットし、5万ドルの印税を手にしたこともある（トムと折半）。書籍類も数多く持ち合わせており、身の丈にあったミニサイズから巨大な辞典まで家から引っ張り出してくる。
いかなる場所に閉じ込められても必ず脱出できるという特技を持つ。その脱出劇はイリュージョンさながらであり、トムをたびたび驚愕させる。またトム同様の空間歪曲能力的なものがあり（もちろんアニメ的演出である）、前述の通りトムの体内（頭蓋骨内）でも自由に走り回ることが可能で、これもまたジェリー脱出の一助となっている。トムがジェリーを飲み込んだ話もあったが、その際ジェリーはトムの鼓膜を破って脱出している。

## 巣穴
基本的に人家の壁に半楕円形の鼠穴をくり抜き、その中に住んでいる。作品によっては郵便受け、グランドピアノ、ビリヤード台のポケット、ラジオなど変わった空間にも居を構える。
巣の中には、マッチ箱や菓子の箱などを利用した家具、オイルサーディンの缶でできたベッドなどが置かれている（両親らしき写真も飾ってある）。その旺盛な食欲を満たすために冷蔵庫や食卓を蹂躙し、家の食糧を大量に備蓄している事もある。
また、家中のありとあらゆる場所に非常口とその経路を張り巡らせており、金庫の中さえも侵入することができる。これによって、トムの隠したミルクを強奪したこともあった。この巣穴にはトム撃退用の様々な仕掛けが施されていることもあり、扉がついていたりファスナーで閉じられるものや、コンセントの非常口や壁の隠し扉もある。

## 日本語吹替版声優
- 藤田淑子 -（初代：TBS版）
- 堀絢子 -（2代目：ヘラルド・ポニー版、トムとジェリーの大冒険、ソフト版〈ハンナ＝バーベラ期、ジーン・ダイッチ期、チャック・ジョーンズ期〉、トムとジェリー テイルズ、トムとジェリー ショー〈シーズン1〉-〈シーズン2〉、長編『魔法の指輪』-『夢のチョコレート工場』）

『トムとジェリー ショー』シーズン3以降の作品では、吹き替え声優を起用せずに原語版の音声を流用している。
- 太田淑子 -（おかしなおかしな トムとジェリー 大行進）
- ならはしみき -（トムとジェリーキッズ〈シーズン1〉）
- チマ -（ソフト版：1巻 - 7巻〈ハンナ＝バーベラ期、チャック・ジョーンズ期〉）
- えいとくえり -（DAISO版）
- 上原いずみ（不明）- videocinema版『トムとジェリー1』にナレーターとして名前が記載されていてこのDVDで題名を読んでいる。しかしこのDVDに収録されている『ワルツの王様』では別の声優がナレーターをしているためどちらのナレーターを差しているか不明
- 米倉あや -（とむとじぇりーごっこ）